# Sigifredo di Lucca
Sigifredo di Lucca (... – dopo il 940) è stato un nobile italiano e capostipite della dinastia dei Canossa.

## Biografia
Donizone, il biografo dei Canossa, si riferisce a Sigifredo come proveniente dalla contea di Lucca (de Comitatu Lucensis). Poco si sa circa Sigifredo, se non che era figlio del conte longobardo Sigifredo e forse fratello di Attone, capostipite degli Attoni.
Benché proveniente da Lucca, probabilmente non fu conte della città. Si trasferì dalla Toscana all'Emilia  nel 924-930, quando Ugo di Provenza gli concesse delle terre intorno a Parma. Sigifredo acquisì anche il controllo delle terre intorno a Brescia.

## Discendenza
Con la moglie, la cui identità non è nota, Sigifredo ebbe almeno tre figli:
- Adalberto Atto
- Sigifredo (Parma), capostipite della dinastia Baratti
- Gerardo (Parma), capostipite della dinastia Guiberti

Egli ebbe anche una figlia:
- Figlia dal nome sconosciuto, che sposò Walingus di Candia. Essi ebbero una figlia, che fu data in sposa a Ottone di Bisate. Essi ebbero sette figli, tra cui Gotefredo, il quale generò Anselmo Peripatetico.